# Tony Sly
Anthony James Sly (4 november 1970 – 31 juli 2012) was een Amerikaanse zanger en gitarist, vooral bekend als frontman van de punkband No Use for a Name.

## Biografie

### Carrière
In 1989, toen Tony Sly achttien was, werd hij de nieuwe zanger en gitarist van No Use for a Name. Het eerste album van de band, Incognito, werd in 1990 uitgebracht door New Red Archives. Don't Miss the Train, het tweede album van No Use for a Name, verscheen in 1992. Het derde album, ¡Leche con Carne!, verscheen in 1995 en was het eerste studioalbum dat de band via Fat Wreck Chords uit liet brengen.
In 2004 brachten Tony Sly en Joey Cape, de frontman van Lagwagon, een splitalbum uit. Acoustic verscheen op 18 mei in 2004 en bevatte 12 nummers: akoestische versies van nummers van No Use for a Name en Lagwagon, en twee originele nummers, een van Sly en een van Cape.
Op 10 mei 2007 bracht No Use for a Name hun eerste verzamelalbum getiteld All the Best Songs uit. Het album bevat 24 eerder uitgegeven nummers en twee nieuwe nummers.
Op 16 februari in 2010 bracht Fat Wreck Chords 12 Song Program uit, het eerste album van Tony Sly als soloartiest.
In januari 2011 was Sly klaar met het schrijven van zijn volgende album, Sad Bear. Hij begon diezelfde maand met opnemen. Rond februari had Sly 17 nummers opgenomen en besloot hij een korte rustpauze te nemen. In maart 2011 maakte Sly bekend dat hij weer opnieuw nummers voor het album ging opnemen. Sad Bear werd uitgebracht op 11 oktober in 2011 door Fat Wreck Chords.
Sly speelde zijn laatste soloshow in Gainesville in de staat Florida op 29 juli 2012. Zijn laatste show met No Use for a Name vond plaats in Montebello, Quebec, op 15 juni 2012.

### Overlijden
Sly overleed in zijn slaap op slechts 41-jarige leeftijd.
In november 2013 bracht Fat Wreck Chords een tributealbum uit onder de titel The Songs of Tony Sly: A Tribute. Het album bevat covers van Tony Sly en No Use for a Name gespeeld door onder andere NOFX, The Bouncing Souls, Joey Cape, Strung Out, het Alkaline Trio, Simple Plan, Gaslight Anthem, Yellowcard, Mad Caddies, Rise Against, The Flatliners, Lagwagon en Pennywise.

## Discografie
- 2004 – Acoustic (met Joey Cape)
- 2010 – Tony Sly / Joey Cape Split 7" (met Joey Cape)
- 2010 – 12 Song Program
- 2011 – Sad Bear
- 2012 – Acoustic: Volume Two (met Joey Cape)

- Gemeinsame Normdatei: 135151589
- International Standard Name Identifier: 0000 0000 7104 4351
- Library of Congress Control Number: no2009152188
- MusicBrainz: 077847f4-b7b7-4f08-8d2b-c1864dde8c4d
- Nationale Bibliotheek van Tsjechië: xx0032448
- Virtual International Authority File: 79994924
- WorldCat: E39PBJfgYf34gvcDYPkJ8XQ8YP